# میزی پیترز
میسی هانا پیترز (زاده ۲۸ مه ۲۰۰۰) یک خواننده و ترانه‌سرای انگلیسی است. او کار حرفه ای خود را به‌طور مستقل و با انتشار دو تک آهنگ آغاز کرد. در سال ۲۰۱۸ با آتلانتیک رکوردز قرارداد امضا کرد و دو آلبوم چندآهنگه و موسیقی متن سری دوم سریال کمدی بریتانیایی تلاش را منتشر کرد. در سال ۲۰۲۱، او آتلانتیک را ترک کرد و با لیبل اد شیران قرارداد امضا کرد. اندکی بعد، او اولین آلبوم استودیویی خود را با نام شما برای این ثبت نام کردید منتشر کرد. پیترز دومین آلبوم خود را با نام جادوگر خوب در ژوئن ۲۰۲۳ منتشر کرد.

## زندگی‌نامه
میسی هانا پیترز در ۲۸ مه 2000 در استینین، شهر کوچکی در غرب ساسکس، انگلستان از یک معلم و کارگر ارتباطات متولد شد. او یک خواهر دوقلو به نام الن دارد که در کانال یوتیوب او نمایش داده شده‌است و الهام بخش تک آهنگ پیترز در سال ۲۰۲۱ «بروکلین» بود. پیترز در حدود هشت سالگی شروع به خواندن کرد و در گروه‌های کر اجرا کرد. او اولین آهنگ خود را در سن نه سالگی نوشت و در سن ۱۲ سالگی به‌طور منظم شروع به نوشتن آهنگ کرد